# Übersichtskarte

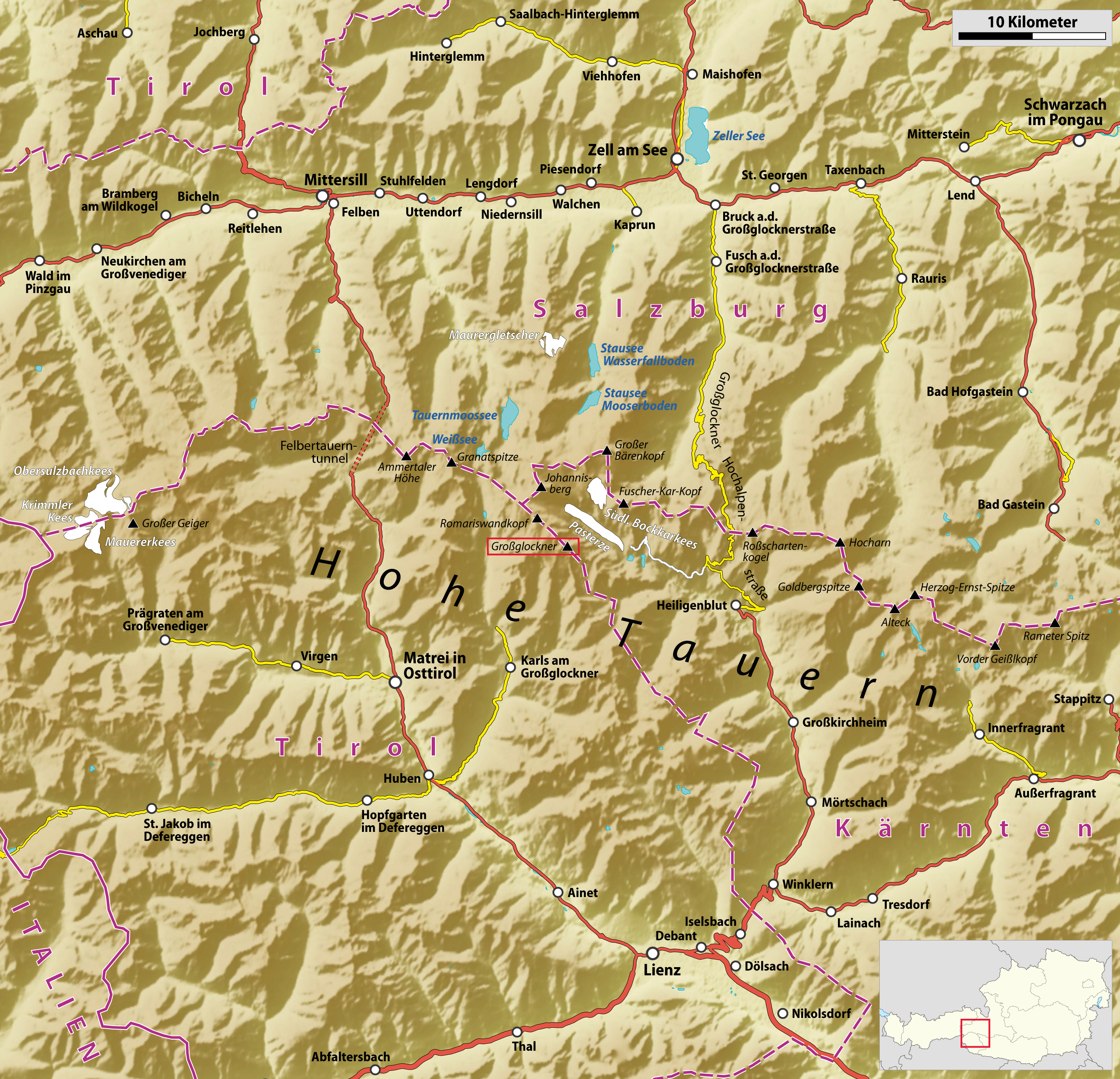
Topografische Übersichtskarte 1:500.000 vom mittleren Teil der Hohen Tauern (österr. Zentralalpen); höchster Gipfel Großglockner hervorgehoben

Moderne geologische Übersichtskarte von Lothringen, Original ca. 1:1,5 Millionen

Als Übersichtskarten werden kleinmaßstäbige topografische Karten bezeichnet, die einen Überblick über Siedlungen, Verkehrsverbindungen und Topografie eines größeren Gebietes geben. Der Kartenmaßstab hängt vom Verwendungszweck ab und liegt meist im Bereich von 1:200.000 bis 1:1 Million, in dem die vorherrschenden Geländeformen noch ersichtlich sind.
In einigen Geowissenschaften wie Geologie oder Hydrologie oder bei Navigations- und Luftfahrtkarten sind auch noch Maßstäbe bis 1:2 Millionen gebräuchlich, wo die Topografie nur mehr stark generalisiert darstellbar ist.

## Staatliche und internationale Karten
Staatliche Übersichtskarten haben meist den Maßstab 1:500.000, beispielsweise Karten deutscher Bundesländer oder die Österreichische Karte ÖK 500. Da fast alle amtliche Karten dem Copyright unterliegen, kann als Beispiel (rechts) nur eine weniger detailreiche Übersichtskarte gezeigt werden, wie sie für einen Schulatlas geeignet ist.
Auch die gebräuchlichsten Luftfahrtkarten haben den Maßstab 1:500.000 – siehe ICAO-Karte. Weltweite Kartenwerke 1:1 Million sind die Internationale Weltkarte (IWK) und die Operational Navigation Chart (ONC). Noch kleinmaßstäbiger ist z. B. die Weltkarte 1:2,5 Millionen.

## Geologische Übersichtskarten
Während für die Feldarbeit geologische Karten üblicherweise den Maßstab detaillierter Landkarten – also meist 1:50.000 – haben, sind für viele Überblicks- und Planungsaufgaben kleinmaßstäbigere Unterlagen notwendig. Die meisten Bundesländer (Deutschland, Österreich) oder Regionen (etwa in Italien,  Frankreich) geben deshalb Übersichtskarten für Tektonik und Gesteinsarten in den Maßstäben 1:200.000 bis 1:500.000 heraus, Staaten oder größere Regionen oft auch 1:1 Million bis 1:2 Millionen.
Die erste geologische Übersichtskarte wurde 1815 von William Smith über die Gesteine Großbritanniens veröffentlicht.

## Geschichte

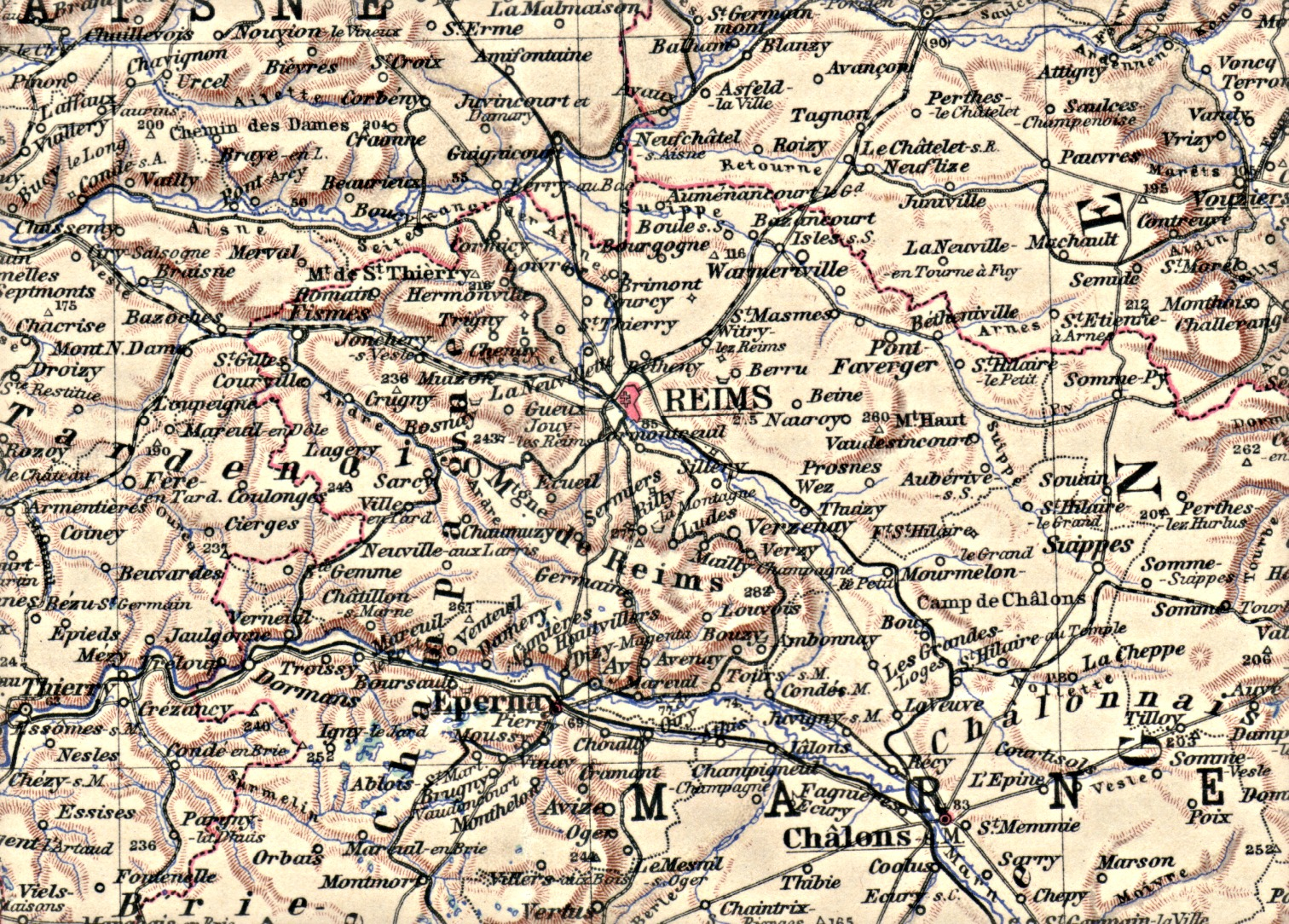
Karte Maßstab 1:925.000 der Marne, Frankreich. In: Stielers Hand-Atlas, 10. Aufl., Hundertjahr-Ausgabe, Gotha, Justus Perthes, 1925 ff. – Ausschnitt aus Blatt 33 „Nordostfrankreich – Belgien – Luxemburg“

Gesamtansicht des Atlas Tyrolensis, Original Maßstab 1:545.000

Zu den frühesten, allerdings keineswegs maßstäblichen Übersichtskarten zählt die Tabula Peutingeriana, eine Straßenkarte des spätrömischen Reichs. Große Kontinentgebiete wurden ab dem 7. Jahrhundert als mappa mundi (Welt- oder Radkarte) abgebildet. Wesentlich genauer waren bereits die mittelalterlichen Portolankarten, welche die Mittelmeerküsten gut erfassten, das Landesinnere allerdings kaum. An den bis zum 17. Jahrhundert nur spärlich vorhandenen Übersichtskarten bemängelte u. a. Johannes Kepler die fehlende Flächen- bzw. Winkeltreue. Eine seltene Ausnahme stellen die recht präzisen Karten von flachen Gebieten Norddeutschlands von Tilemann Stella (1525–1589) dar oder die thüringische Landtafel von Adolar Erich um 1650. Maßhältigere und detailreichere Geländedarstellung entwickelte sich erst ab dem 18. Jhdt. durch die Militärgeografie, während im Gebirge der Atlas Tyrolensis von Peter Anich (1723–1766) lange Zeit unerreicht blieb. Sein Originalmaßstab 1:103.800 war damals eine äußerst genaue Landkarte und entspricht im Detailreichtum einer modernen Generalkarte in nur wenig kleinerem Maßstabs. Die Zusammenschau der 20 Blätter (1:545.000, Bild links oben) stellt praktisch eine Übersichtskarte im heutigen Sinn dar.
Eine bedeutende Weiterentwicklung markierten die um 1870 beginnenden, systematischen Landesaufnahmen in Frankreich und Mitteleuropa, z. B. das obige Kartenbild der Region Reims oder in Österreich-Ungarn die Franzisco-Josephinische Landesaufnahme. Auf dieser Grundlage entstanden die sogenannten Generalkarten in Maßstäben von 1:144.000 und 1:200.000, die zwar noch Schraffenkarten waren, aber geometrisch bereits heutigen Ansprüchen genügen. Parallel dazu entwickelte sich mit der Atlaskartografie auch die zusammenfassende Darstellung sehr großer Gebiete in physischen Karten.

## Karten für Spezialzwecke und Tourismus

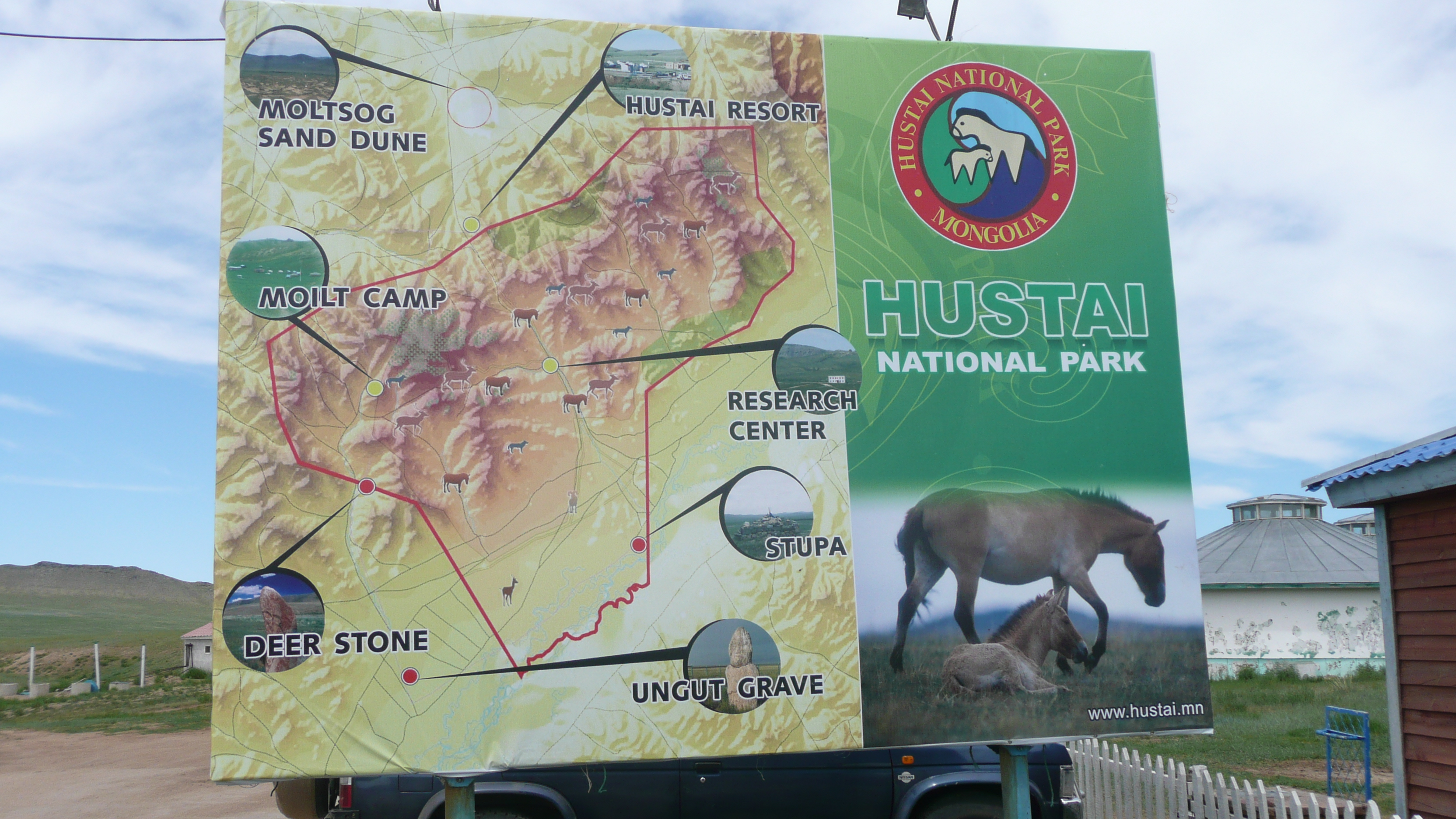
Schautafel im Hustai-Nationalpark, Mongolei

In manchen Fachgebieten werden die Übersichts- oder Überblickskarte auch für kartografische Darstellungen verwendet, die nur einen schematischen Überblick zur geografischen Lage spezieller Objekte geben – beispielsweise von touristischen Zielen, vom Verlauf militärischer Operationen oder von Dienstleistungs- bzw. Industriebetrieben. Der mögliche Maßstabsbereich ist hier – je nach zu überdeckendem Gebiet – weiter als oben erwähnt. Im Vermessungswesen wiederum gibt es die Festpunktübersicht, in der alle Festpunkte eines Bezirks verzeichnet sind. Wegen der Detailtreue liegt der Maßstab hier bei 1:10.000 bis 1:50.000.